# Manfred Naegele
Manfred Naegele (* 1939 in Ellwangen (Jagst); † 2024) war ein deutscher Journalist, Regisseur, Galerist, Filmschaffender und Fernsehredakteur. Er arbeitete in verschiedenen Positionen mehrere Jahrzehnte beim Süddeutschen Rundfunk (SDR).

## Leben
Manfred Naegele wurde 1939 geboren. Ursprünglich schlug er eine juristische Laufbahn ein und arbeitete als baden-württembergischer Bezirksnotar. Auf einer Studentenfeier lernte er Ulrich Kienzle, den damaligen Chef der Abendschau, kennen und entschied sich mit 30 Jahren, seine juristische Karriere aufzugeben und in den Journalismus zu wechseln. So begann Naegele seine journalistische Karriere beim Süddeutschen Rundfunk (SDR) als freier Autor der Abendschau, die er später auch moderierte. Er moderierte auch das Sonntagsmagazin. Er wurde ein bekanntes Gesicht des SDR-Fernsehens und war lange Jahre Kulturchef des Senders.
Manfred Naegele erlangte bundesweite Bekanntheit durch seine Berichterstattung über die Rote Armee Fraktion (RAF). In den 1970er Jahren war er einer der führenden Reporter, der über die Aktivitäten der RAF berichtete. Seine investigative Arbeit und seine detaillierten Reportagen trugen wesentlich zur öffentlichen Wahrnehmung der RAF bei. Neben seiner journalistischen Tätigkeit war Naegele auch als Dokumentarfilmer aktiv.
Ein herausragendes Werk ist sein Stuttgart-Film, in dem er Filmmaterial aus fünf Jahrzehnten zusammengetragen hat. Der Film bietet einen umfassenden Überblick über die Entwicklung Stuttgarts, beginnend mit frühen Aufnahmen der Kinopioniere Lumière bis hin zu Amateuraufnahmen der Stadt. Manfred Naegele blieb bis ins hohe Alter aktiv. Er veröffentlichte ein Buch über seine Zeit beim SDR und reflektierte darin über die Veränderungen im Fernsehen und seine eigenen Erfahrungen. Naegele verstarb im Jahr 2024 im Alter von 84 Jahren.

## Bedeutung und Vermächtnis
Manfred Naegele hinterließ ein bedeutendes Vermächtnis als Journalist und Dokumentarfilmer. Seine Arbeit beim SDR und seine Berichterstattung über die RAF haben die deutsche Medienlandschaft nachhaltig geprägt. Sein Stuttgart-Film bleibt ein wertvolles Dokument der Stadtgeschichte und zeigt seine Leidenschaft für die Erhaltung visueller Geschichte.

## Bibliographie
- Bildschirmverstörung. Meine Südfunkgeschichten, Klöpfer & Meyer Verlag, 2011 Tübingen, ISBN 978-3-86351-008-4

## Filmographie (Auswahl)
- 1992: Blaue Wüste

- 1989/1990: Schweigen = Tod

- 1987: Herzog in Afrika

- 1986: Unter 4 Augen

- 1984: Ballade vom kleinen Soldaten

- 1984: Gasherbrum – Der leuchtende Berg